# آتش بی‌حرمتی
آتش بی‌حرمتی (به هندی: Apmaan Ki Aag) فیلمی محصول سال ۱۹۹۰ و به کارگردانی تالوکداراس است. در این فیلم بازیگرانی همچون گوویندا، سونام، آریونا ایرانی، قادرخان، ساتیش شاه، گلشن گروور ایفای نقش کرده‌اند.